# Lacul Șureanu
Lacul Șureanu sau Iezerul Șureanu numit și Lacul fără Fund, este considerat unul dintre cele mai frumoase lacuri glaciare din România. Este situat la altitudinea de 1737 m pe treapta inferioară a circului glaciar din estul Vârfului Șureanu.

Lacul face parte din situl de importanță comunitară - „Frumoasa”, care cuprinde masivele Cindrel, Lotru și Șureanu. Este în vecinătatea Cabanei Șureanu. Accesul la lac se poate face și auto de pe DN 67C. 
Lacul este inclus în rezervația Complexă Iezerul Șurianul care păstrează rarități floristice, precum Leucorchis albida, o orhidee alpină rară, cu flori albe. Aici se găsesc și zâmbri (Pinus cembra), arbore conifer relict din timpul glaciațiunilor, rar și ocrotit. Lacul este populat cu păstrăvi din râul Frumoasa.